# Hervey Bay (ort)
Hervey Bay är en stad i och centralort för regionen Fraser Coast i delstaten Queensland, Australien. Den ligger cirka 290 kilometer norr om delstatshuvudstaden Brisbane.
Staden har en flygplats, Hervey Bay Airport.